# Ashley Olsen
Ashley Fuller Olsen (sinh ngày 13 tháng 6 năm 1986) là một nhà thiết kế thời trang, doanh nhân, cựu diễn viên người Mỹ. Cô được biết đến qua vai diễn Michelle Tanner trong loạt phim truyền hình Full House (1987-1995).
Cô cùng với Mary-Kate Olsen là hai chị em sinh đôi.

## Thời thơ ấu
Ashley sinh tại Sherman Oaks, thành phố Los Angeles. Cô là con gái của bà Jarnette (nhũ danh: Jones) - một quản lý và ông David Olsen - một nhân viên ngân hàng.